# Roberta Martin
Roberta Evelyn Martin (* 12. Februar 1907 in Helena, Arkansas; † 18. Januar 1969 in Chicago) war eine amerikanische Gospelmusikerin (Gesang, Piano, Arrangement, Komposition), die die Roberta Martin Singers leitete, seit den 1940er Jahren den ersten gemischt-geschlechtlichen Chor im afroamerikanischen Gospel.

## Leben und Wirken
Martin zog im Alter von zehn Jahren mit ihrer Familie nach Chicago, wo sie Klavierunterricht erhielt. Ihre Idee, Konzertpianistin zu werden, gab sie auf, als sie den Young People’s Choir der dortigen Ebenezer Baptist Church begleitete. Dort kam sie in Kontakt mit Thomas A. Dorsey, der sie und Theodore Frye dabei unterstützte, 1933 mit jungen Sängern das Martin Frye Quartet zu gründen. Martin benannte 1936 die Gruppe, die wie damals üblich, nur aus männlichen Sängern bestand, in Roberta Martin Singers um und erweiterte sie in den 1940er Jahren um Frauenstimmen. Die Gruppe hatte eine äußerst erfolgreiche Plattenkarriere mit Hits wie Only A Look und Grace. Die meisten ihrer Gospelsongs veröffentlichte sie in ihrem eigenen Verlag, Roberta Martin Studio of Music. In ihre Klavierbegleitung orientierte sie sich am Klavierstil des blinden Pianisten Arizona Dranes, der auch die Ward Singers beeinflusste. Martins Sängerinnen und Sänger sangen laut und dramatisch; sie achteten dabei weniger auf das Erzeugen eines harmonischen Wohlklangs. Martins Plattenproduktionen verkauften sich gut; sechs ihrer Alben erlangten einen Gold-Status.
Martin war außerdem viele Jahre lang Chorleiterin der Pisgah Baptist Church in Chicago. Aufgrund einer Krebserkrankung musste sie in den 1960er Jahren die Musik zunächst aufgeben; sie nahm aber noch ein letztes Album Praise God (from Whom All Blessings Flow) (Savoy Records 1969) mit ihrem Gesangsstück „I Have Hope“ auf. Die Roberta Martin Singers lösten sich nach ihrem Tod 1969 auf, aber einige Mitglieder wie Delois Barrett und Gloria Griffin machten später Solokarrieren.